# Ta-Nehisi Coates
Ta-Nehisi Coates, född 30 september 1975 i Baltimore, Maryland, är en amerikansk författare, journalist och lärare.

## Biografi
Coates är son till William Paul "Paul" Coates, en veteran från Vietnamkriget och före detta Black Panther, som var förläggare och bibliotekarie, och Cheryl Waters, som var lärare. 
Coates intresse av böcker kom i tidig ålder när hans mor, som svar på dåligt uppförande, krävde av honom att skriva uppsatser. Hans fars arbete med Black Classic Press fick också ett stort inflytande på honom, då han läste många av böckerna som hans far publicerade. Han gick i ett antal skolor i Baltimore-området, såsom William H. Lemmel Middle School och Baltimore Polytechnic Institute, innan han tog examen vid Woodlawn High School. Efter gymnasiet studerade han vid Howard University, som han lämnade efter fem år för att starta en karriär inom journalistiken.
Från 2000 till 2007 arbetade Coates som journalist på olika publikationer, bland annat Philadelphia Weekly, The Village Voice och Time. Han blev chefredaktör på The Atlantic, som han skrev reportage för samtidigt som han skrev en blogg. Bland de ämnen som ingår i bloggen finns politik, historia, ras, kultur samt sport och musik.
Coates har också arbetat som gästkolumnist för The New York Times, efter att ha avböjt ett erbjudande från dem att bli reguljär kolumnist. Han har dessutom skrivit för The Washington Post, Washington Monthly och O magazin.
År 2008 publicerade han en memoarbok, The Beautiful Struggle: One Father, Two Sons och An Unlikely Road to Manhood. Hans andra bok, Between World and Me, släpptes i juli 2015. Det vann 2015 National Book Award för facklitteratur, och är kandidat för Phi Beta Kappa 2016 Book Awards.
Coates var 2012-14 MLK gästprofessor för att skriva på Massachusetts Institute of Technology. Han började vid City University of New York som dess journalist-in-residence under hösten 2014.

## Utmärkelser
- 2012: Hillman Prize för opinion och analysitisk journalistik
- 2013: National Magazine Award för essäer och kritik för "Fear of a Black President”
- 2014: George Polk Awardför kommentarer för "The Case for Reparations"
- 2015: Harriet Beecher Stowe House (Hartford, Connecticut)#The Stowe Center|Harriet Beecher Stowe Center Prize för att ha skrivit till Advance Social Justice för "The Case for Reparations”
- 2015: American Library in Paris gäststipendium
- 2015: National Book Award for Nonfiction for Between the World and Me
- 2015: Stipendium från the John D. and Catherine T. MacArthur Foundation